# Thomas Frandsen
Thomas Frandsen (ur. 25 marca 1976 w Kalundborgu) – były duński piłkarz występujący na pozycji pomocnika.

## Kariera klubowa
Frandsen zawodową karierę rozpoczynał w 1995 roku w klubie Viborg FF z Superligaen. W sezonie 1995/1996 zadebiutował w tych rozgrywkach. W 1996 roku odszedł do Odense BK, także grającego w Superligaen. Spędził tam rok, a potem wrócił do Viborga, który występował teraz w 1. division. W 1998 roku Frandsen awansował z zespołem do Superligaen. W 2000 roku zdobył z nim Puchar Danii oraz Superpuchar Danii.
W 2003 roku został graczem zespołu FC Midtjylland, również występującego w Superligaen. Pierwszy ligowy mecz zaliczył tam 27 lipca 2003 roku przeciwko Viborgowi (1:1). W 2005 roku zajął z klubem 3. miejsce w lidze. W tym samym roku dotarł z nim do finału Pucharu Danii, jednak ekipa Midtjylland uległa tam 2:3 drużynie Brøndby IF.
W 2005 roku Frandsen ponownie trafił do Viborga (Superligaen). Grał tam przez 3 lata. W 2008 roku odszedł do Skive IK z 1. division, gdzie w 2009 roku zakończył karierę.

## Kariera reprezentacyjna
Frandsen rozegrał 1 spotkanie w reprezentacji Danii. Był to wygrany 3:1 towarzyski mecz z Izraelem, rozegrany 17 kwietnia 2002 roku. Wcześniej występował też w kadrach Danii U-16, U-17, U-19 oraz U-21.